# Fábio Porchat
Fábio Porchat de Assis (Rio de Janeiro, 1 de julho de 1983) é um ator, diretor, dublador, produtor, roteirista, humorista e apresentador de televisão brasileiro.

## Biografia
Filho do político, roteirista e empresário Fábio Ferrari Porchat de Assis, trineto do botânico nascido em Genebra, mas radicado em Santos, Henri Victor Porchat, e de Isabella Robinson, ainda bebê, transferiu-se com a família para São Paulo, onde morou até os 19 anos de idade.
Em 2002, Fábio foi com sua turma da faculdade do primeiro ano do curso de administração da ESPM ao Programa do Jô e, num dos intervalos da gravação, enviou um bilhete ao apresentador Jô Soares, explicando que gostaria de encenar uma esquete de sua autoria. Jô chamou Fábio ao palco, que encenou sua esquete — um agitado diálogo entre Rui e Vani, personagens da série Os Normais — alternando rapidamente entre as falas dos dois personagens. Ao final, foi muito aplaudido e elogiado pelo apresentador.
Mudou-se para o Rio de Janeiro a fim de cursar Artes Cênicas na CAL (Casa de Arte das Laranjeiras), onde se formou em 2005.
Em 2013, declarou, em uma entrevista ao jornal O Estado de S. Paulo, que é ateu.
Porchat é torcedor do Vasco da Gama e do Boi Garantido.

## Carreira
A estreia de Porchat no palco ocorreu em 2005, quando montou a peça Infraturas, composta por esquetes de sua autoria na qual contracenava com Paulo Gustavo sob direção de Malu Valle. O diretor Mauricio Shermann foi assistir à peça e convidou Porchat para integrar o quadro de redatores do programa humorístico Zorra Total, da TV Globo, no qual Fábio também participou como ator. Posteriormente, ainda escreveu para o programa Junto e Misturado e foi roteirista na equipe do programa dominical Esquenta. No mesmo ano, ele conheceu o então estudante de cinema Ian SBF, com quem gravou um curta-metragem chamado "Bruezil".
Fábio Porchat também é autor de várias peças teatrais encenadas principalmente no Rio de Janeiro. Além de Infraturas, escreveu Olho de Boneca, Elas Morrem no Fim, Calabouço e Velha é a Mãe – esta última, encenada por Louise Cardoso e Ana Baird, obteve o primeiro lugar em concurso promovido pelo Centro Cultural Banco do Brasil em 2006. No mesmo ano, sua esquete O Crítico ganhou o Prêmio do Júri Popular no Salão Carioca de Humor. Ainda em 2006, iniciou sua participação no primeiro grupo de stand-up comedy do Brasil, o Comédia em Pé, juntamente com Cláudio Torres Gonzaga, Fernando Caruso, Leo Lins e Paulo Carvalho, um dos principais espetáculos de stand up comedy no Brasil, apresentando-se também em outros shows e festivais, como o Risorama, no Festival de Teatro de Curitiba e no Comédia Ao Vivo, em São Paulo. Em 2007 obteve o segundo lugar no Festival de Curtas do canal AXN, com o O Lobinho Nunca Mente, que escreveu com Ian SBF, diretor do curta.

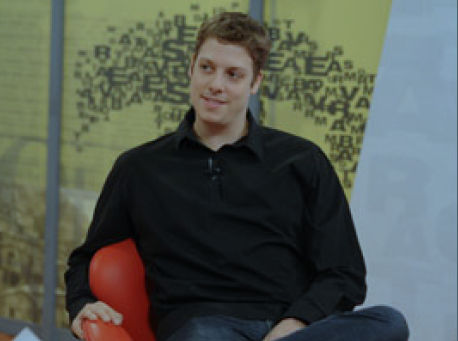
Porchat em 2014

Em 2008, dirigiu a montagem de Pic Nic no Front, de Fernando Arrabal. Em 2009, escreveu, produziu e dirigiu a peça Palavras na Brisa Noturna, livremente inspirada no livro As Boas Mulheres da China, da jornalista chinesa Xinran Xue, com uma apresentação especial durante a FLIP, em Paraty. A peça foi encenada no Rio de Janeiro e em São Paulo.
Em 2010, lançou seu show solo de stand-up, intitulado Fora do Normal, apresentado em diversas cidades do Brasil. Fez parte do programa Junto & Misturado e foi protagonista do longa Vai que Dá Certo, comédia dirigida por Maurício Frias, com Bruno Mazzeo e Danton Mello.

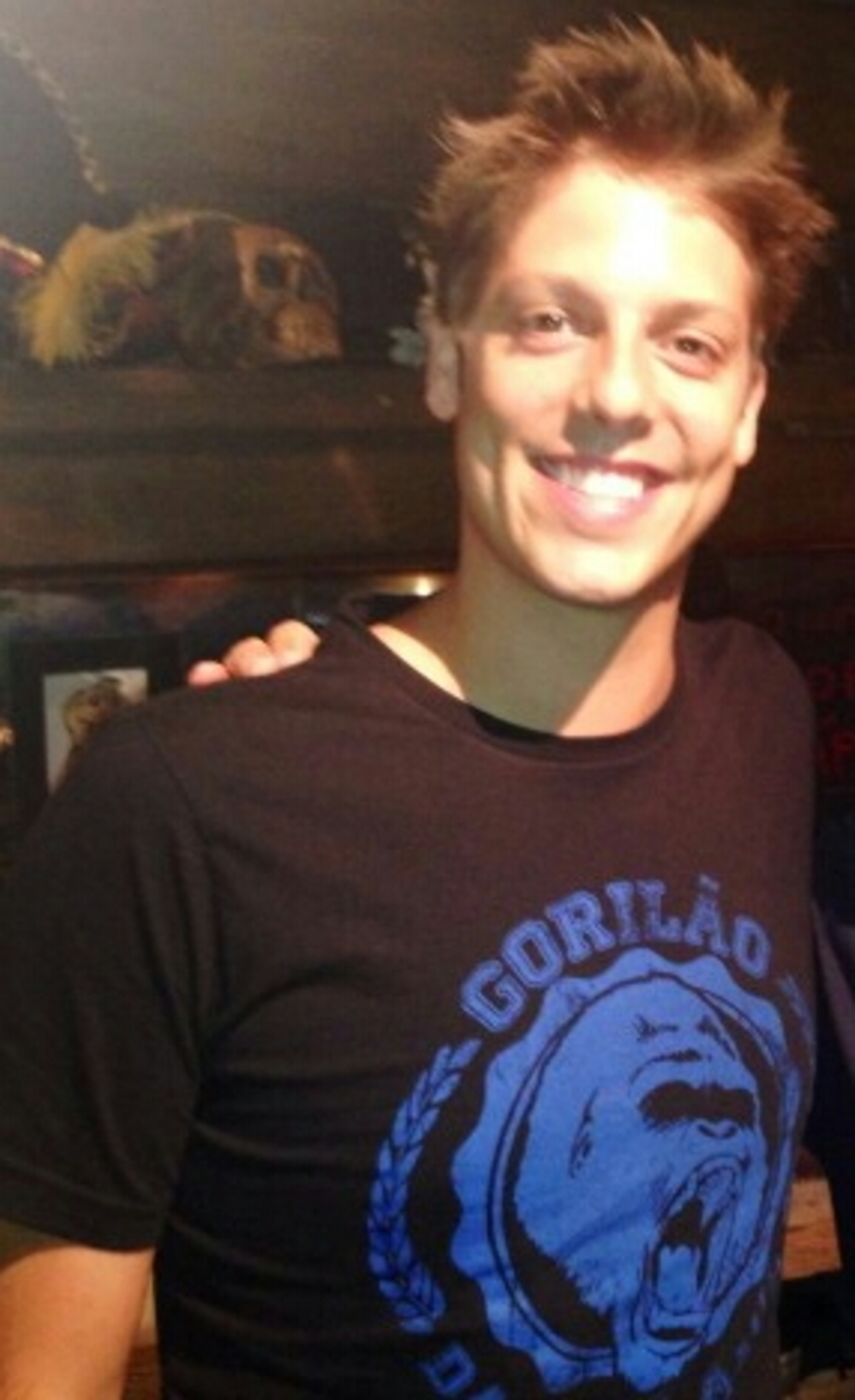
Porchat em 2014

Em 2012, Fábio Porchat criou, com Antonio Tabet, Gregório Duvivier (enteado do diretor da TV Globo Daniel Filho), João Vicente de Castro e Ian SBF, uma produtora de vídeos para internet – a Porta dos Fundos, na qual escreve e atua em esquetes de humor exibidas em canal do YouTube. Em pouco tempo, o grupo tornou-se um sucesso na Internet, consolidando Fábio como um dos mais notáveis humoristas do Brasil. Num dos vídeos mais populares do canal, Porchat interpreta um funcionário de restaurante fast-food impaciente com a indecisão dos clientes, numa sátira à rede Spoleto. "Alguém chegou para o presidente da empresa e disse: 'Olha isso aqui, vai acabar com a gente.' Ele disse: 'Não, o contrário.' E nos contratou para fazer mais dois vídeos. Tornou-se o maior case de marketing da Internet no Brasil". Mas nem sempre as reações ao humor escrachado de Porta dos Fundos foram tão amigáveis. Fábio já foi pessoalmente ameaçado pela Internet, depois que participou de um esquete no qual ironizava a corrupção na polícia. O vídeo, que teve mais de quatro milhões de visualizações no YouTube, mostrava policiais sendo esculachados e extorquidos por cidadãos comuns. Ainda em 2012, integra o elenco de A Grande Família da Rede Globo. Participou, em 2013, do quadro Medida Certa do programa Fantástico, da Globo. Porchat já atuou em diversos filmes de sucesso, como Meu Passado me Condena, O Concurso e Vai que dá Certo; também dublou o personagem Olaf na versão brasileira de Frozen: uma Aventura Congelante.
No ano de 2016, foi contratado pela Record para conduzir um programa de entrevistas no final da noite, continuando no canal pago Multishow.
Em 2017, o ator criou o "Prêmio Humor Fábio Porchat" voltados para apenas espetáculos do gênero. Em dezembro de 2017, fechou com o GNT para co-apresentar o programa Papo de Segunda.
No final de 2019, o ator participou juntamente com Gregório Duvivier do polêmico filme "A Primeira Tentação de Cristo" com a Porta dos Fundos, mostrando um Jesus homossexual e usuário de drogas. Em sua defesa, afirmou que se entenderia depois com Deus e que as pessoas deveriam se preocupar com os verdadeiros problemas sociais.
Em 2021, visitou as mesmas cidades que José Saramago no livro Viagem a Portugal para um programa da RTP1 também intitulado Viagem a Portugal, exibido em 2022.

## Filmografia

### Televisão
| Ano           | Título                                        | Papel/Cargo                     | Nota                                             | Canal/plataforma            |
| ------------- | --------------------------------------------- | ------------------------------- | ------------------------------------------------ | --------------------------- |
| 2007–08       | Zorra Total                                   | Zé Maria / Vanderlei            |                                                  | TV Globo                    |
| 2008          | De Perto Ninguém É Normal                     | Apresentador                    |                                                  | GNT                         |
| 2009          | Fantástico                                    | Vários personagens              | Quadro "Exagerados"                              | TV Globo                    |
| 2010          | Junto & Misturado                             | Vários personagens              |                                                  | TV Globo                    |
| 2012          | O Fantástico Mundo de Gregório                | Ele mesmo                       | Episódio: "Gregório Parecido com Marlon Brando?" | Multishow                   |
| 2012          | As Brasileiras                                | Furtado                         | Episódio: "A Selvagem de Santarém"               | TV Globo                    |
| 2012          | A Grande Família                              | Diretor Paulo                   | Episódio: "O Dono da Casa"                       | TV Globo                    |
| 2012–13       | A Grande Família                              | Everaldo Pontes Júnior (Júnior) |                                                  | TV Globo                    |
| 2012–14       | Meu Passado Me Condena                        | Fábio Clóvis Meirelles          |                                                  | Multishow                   |
| 2014          | Vai que Cola                                  | Toninho Tubarão                 | Episódio: "Tubaroa" Episódio: "Hey Niggaz"       | Multishow                   |
| 2014–16       | Tudo pela Audiência                           | Apresentador                    |                                                  | Multishow                   |
| 2016          | O Grande Gonzalez                             | Palhaço Rúmulo                  |                                                  | FOX                         |
| 2016–18       | Programa do Porchat                           | Apresentador                    | [ 19 ]                                           | Record                      |
| 2018–23       | Papo de Segunda                               | Apresentador                    | [ 20 ]                                           | GNT                         |
| 2019–presente | Que História É Essa, Porchat?                 | Apresentador                    |                                                  | GNT                         |
| 2019–20       | Homens?                                       | Alexandre                       |                                                  | Comedy Central Brasil       |
| 2020          | Simples Assim                                 | Dr. Cupido                      | Episódio: "24 de outubro"                        | TV Globo                    |
| 2022          | Jogo da Corrupção                             | Andrés Parra/ Narrador          |                                                  | Amazon Prime Video          |
| 2022–presente | Desafio Por Um Dia                            | Apresentador                    | [ 23 ]                                           | [[[futura (canal)\|Futura]] |
| 2022–2023     | Vem que Tem                                   | Apresentador                    |                                                  | TV Globo                    |
| 2022          | O Que Você Não Sabia Sobre o Humor Brasileiro | Apresentador                    |                                                  | Star+                       |
| 2022          | Viagem a Portugal                             | Apresentador                    | [ 24 ]                                           | RTP                         |
| 2023          | Agora Vai                                     | Apresentador                    | Especial de fim de ano                           | TV Globo                    |
| 2023          | Só Como e Bebo. Por Acaso, Trabalho!          | Apresentador                    | [ 26 ]                                           | RTP1/RTP Play               |
| 2023          | Vai na Fé                                     | Ele mesmo                       | Episódio: "15 de fevereiro"                      | TV Globo                    |
| 2024          | Um Beijo do Gordo                             | Ele mesmo                       | Série documental                                 | Globoplay                   |
| 2024          | Cazalbé, O Herdeiro da Graça                  | Ele mesmo                       | Série documental                                 | +SBT                        |
| 2025          | LOL: Se Rir, Já Era!                          | Participante (Vencedor)         | Temporada 4                                      | Amazon Prime Video          |

### Internet
| Ano           | Título                | Personagem         | Plataforma |
| ------------- | --------------------- | ------------------ | ---------- |
| 2010–2012     | Anões em Chamas       | Vários personagens | YouTube    |
| 2012–presente | Porta dos Fundos      | Vários personagens | YouTube    |
| 2014          | Viral                 | Rafa               | YouTube    |
| 2014          | Refém                 | Apresentador       | YouTube    |
| 2014–presente | Fábio Porchat         | Apresentador       | YouTube    |
| 2015–presente | Porta Afora           | Apresentador       | YouTube    |
| 2020          | Teocracia em Vertigem | Jesus Cristo       | YouTube    |

### Cinema
| Ano  | Título                                | Personagem      | Notas |
| ---- | ------------------------------------- | --------------- | ----- |
| 2007 | O Lobinho Nunca Mente                 | Lobinho         |       |
| 2010 | Podia Ser Pior                        | Rodrigo         |       |
| 2010 | Chico Xavier                          | Passageiro 2    |       |
| 2011 | Teste de Elenco                       | Diretor 1       |       |
| 2012 | Totalmente Inocentes                  | Do Morro        |       |
| 2013 | Vai que Dá Certo                      | Amaral          |       |
| 2013 | O Concurso                            | Rogério         |       |
| 2013 | Meu Passado Me Condena                | Fábio           |       |
| 2015 | Entre Abelhas                         | Bruno           |       |
| 2015 | Meu Passado Me Condena 2              | Fábio           |       |
| 2016 | Vai que Dá Certo 2                    | Amaral          |       |
| 2016 | Porta dos Fundos: Contrato Vitalício  | Rodrigo         |       |
| 2016 | Tamo Junto                            | Amigo de Felipe |       |
| 2017 | Como se Tornar o Pior Aluno da Escola | Cristiano       |       |
| 2018 | Se Beber, Não Ceie                    | Jesus           |       |
| 2019 | A Primeira Tentação de Cristo         | Orlando         |       |
| 2022 | Mallus                                | Diego           |       |
| 2022 | O Palestrante                         | Guilherme       |       |
| 2022 | O Espírito do Natal                   | Juliano         |       |
| 2024 | Evidências do Amor                    | Marco Antônio   |       |

### Dublagem
| Ano  | Título                                         | Personagem             | Notas          |
| ---- | ---------------------------------------------- | ---------------------- | -------------- |
| 2013 | Frozen: Uma Aventura Congelante                | Olaf (voz)             |                |
| 2015 | Frozen: Febre Congelante                       | Olaf (voz)             | Curta-metragem |
| 2016 | Angry Birds: O Filme                           | Chuck (voz)            |                |
| 2016 | Festa da Salsicha                              | Bolinho Recheado (voz) |                |
| 2017 | Olaf em uma Nova Aventura Congelante de Frozen | Olaf (voz)             |                |
| 2019 | Angry Birds 2: O Filme                         | Chuck (voz)            |                |
| 2019 | Frozen 2                                       | Olaf (voz)             |                |
| 2020 | Era Uma Vez um Boneco de Neve                  | Olaf (voz)             | Curta-metragem |
| 2021 | Te Prego Lá Fora                               | Herodes/ Jaqueu (voz)  | Voz original   |

### Videoclipes
| Ano  | Artista      | Música                 |
| ---- | ------------ | ---------------------- |
| 2013 | Titãs        | "Cabeça de Dinossauro" |
| 2014 | Ana Carolina | "Pole Dance"           |

## Teatro
| Ano       | Título                 | Personagem             | Nota              |
| --------- | ---------------------- | ---------------------- | ----------------- |
| 2005      | Infraturas             |                        | também Roteirista |
| 2006–2007 | Dose Dupla             |                        | também Roteirista |
| 2006–2010 | Comédia em Pé          |                        | Stand-up          |
| 2008–2017 | Fora do Normal         | Fábio Clóvis Meirelles | Stand-up          |
| 2014–2017 | Meu Passado Me Condena | Fábio Clóvis Meirelles | Stand-up          |
| 2022      | Histórias do Porchat   | Stand-up               | Stand-up          |

## Parte técnica
| Ano           | Título                      | Cargo          | Nota                           |
| ------------- | --------------------------- | -------------- | ------------------------------ |
| 2006–2009     | Zorra Total                 | Autor          | Programa de TV                 |
| 2006          | Pic Nic no Front            | Diretor        | Peça Teatral                   |
| 2007          | Olhos de Boneca             | Autor          | Peça Teatral                   |
| 2007          | Elas Morrem no Fim          | Diretor/Autor  | Peça Teatral                   |
| 2007          | O Lobinho Nunca Mente       | Produtor       | Longa-metragem                 |
| 2008          | Calabouço                   | Diretor/Autor  | Peça Teatral                   |
| 2009          | Palavras Na Brisa Noturna   | Diretor/Autor  | Peça Teatral                   |
| 2009–2012     | Velha É a Mãe               | Autor          | Peça Teatral                   |
| 2009          | Cilada                      | Autor          | Temp. 1, Episódio: "Reveillon" |
| 2009          | Uma Noite no Castelo        | Autor          | Especial de fim de ano         |
| 2009          | Deu a Louca no Tempo        | Autor          | Especial de fim de ano         |
| 2010          | Junto & Misturado           | Autor          | Série                          |
| 2010          | Alucinadas                  | Autor          | Peça Teatral                   |
| 2011          | Ninguém Leu Guerra e Paz    | Diretor        | Peça Teatral                   |
| 2011–2015     | Esquenta!                   | Autor          | Programa de TV                 |
| 2012          | Casseta & Planeta Vai Fundo | Autor          | Programa de TV                 |
| 2012–presente | Porta dos Fundos            | Autor          | Websérie                       |
| 2013          | Vai que Dá Certo            | Autor/Produtor | Longa-metragem                 |
| 2014          | Viral                       | Autor          | Websérie                       |
| 2014          | Refém                       | Autor          | Websérie                       |
| 2014          | Os Bons Serviços            | Diretor        | Peça Teatral                   |
| 2019          | Homens?                     | Autor/Diretor  | Websérie                       |

## Prêmios e indicações
| Ano  | Prêmio                                             | Categoria                                                 | Nomeações                                                                                     | Resultado |
| ---- | -------------------------------------------------- | --------------------------------------------------------- | --------------------------------------------------------------------------------------------- | --------- |
| 2006 | Salão Carioca de Humor                             | Prêmio do Júri Popular                                    | Esquete “O Crítico”                                                                           | Venceu    |
| 2009 | Melhores do Ano - IG                               | O Mais Divertido                                          | Zorra Total                                                                                   | Indicado  |
| 2011 | Meus Prêmios Nick                                  | Humorista Favorito                                        | Zorra Total                                                                                   | Indicado  |
| 2012 | Carioca do Ano - Veja Rio                          | Humorista                                                 | Porta dos Fundos / Zorra Total                                                                | Indicado  |
| 2012 | Meus Prêmios Nick                                  | Humorista Favorito                                        | Porta dos Fundos                                                                              | Indicado  |
| 2012 | Prêmio APCA de Televisão                           | Programa de Comédia                                       | Porta dos Fundos                                                                              | Venceu    |
| 2013 | Brasileiros do Ano - IstoÉ                         | Novas Mídias                                              | Porta dos Fundos                                                                              | Venceu    |
| 2013 | Melhores do Ano NaTelinha                          | Melhor Humorista                                          | Porta dos Fundos                                                                              | Venceu    |
| 2013 | Meus Prêmios Nick                                  | Humorista Favorito                                        | Meu Passado Me Condena                                                                        | Indicado  |
| 2014 | Prêmio Qualidade Brasil                            | Melhor Ator Comédia                                       | Meu Passado Me Condena (peça)                                                                 | Indicado  |
| 2014 | Meus Prêmios Nick                                  | Ator Favorito                                             | Tudo Pela Audiência                                                                           | Indicado  |
| 2014 | Meus Prêmios Nick                                  | Humorista Favorito                                        | Tudo Pela Audiência                                                                           | Indicado  |
| 2015 | Prêmio Jovem Brasileiro                            | Humorista Jovem                                           | Tudo Pela Audiência                                                                           | Indicado  |
| 2015 | Prêmio Quem                                        | Melhor Ator de Cinema                                     | Entre Abelhas                                                                                 | Venceu    |
| 2015 | Grande Prêmio Risadaria Smiles do Humor Brasileiro | Melhor Show no Formato “Stand-up Comedy”                  | Fora do Normal                                                                                | Venceu    |
| 2015 | Grande Prêmio Risadaria Smiles do Humor Brasileiro | Melhor Canal de Humor na Web                              | Porta dos Fundos                                                                              | Venceu    |
| 2015 | Meus Prêmios Nick                                  | Humorista Favorito                                        | Porta dos Fundos                                                                              | Indicado  |
| 2016 | Grande Prêmio Risadaria Smiles do Humor            | Melhor Ator de Comédia                                    | Porta dos Fundos                                                                              | Indicado  |
| 2016 | Prêmio Influenciadores Digitais                    | Humor (voto popular)                                      | Porta dos Fundos                                                                              | Venceu    |
| 2016 | Prêmio Influenciadores Digitais                    | Humor (voto técnico)                                      | Porta dos Fundos                                                                              | Venceu    |
| 2016 | Prêmio Guarani de Cinema Brasileiro                | Melhor Ator                                               | Entre Abelhas                                                                                 | Indicado  |
| 2016 | Prêmio Guarani de Cinema Brasileiro                | Melhor Roteiro Original                                   | Entre Abelhas                                                                                 | Indicado  |
| 2016 | Prêmio F5                                          | Apresentador do Ano                                       | Programa do Porchat                                                                           | Venceu    |
| 2016 | Prêmio Jovem Brasileiro                            | Melhor Apresentador                                       | Programa do Porchat                                                                           | Venceu    |
| 2016 | Meus Prêmios Nick                                  | Humorista Favorito                                        | Programa do Porchat                                                                           | Indicado  |
| 2016 | Prêmio Extra de Televisão                          | Melhor Apresentador                                       | Programa do Porchat                                                                           | Indicado  |
| 2017 | Prêmio Jovem Brasileiro                            | Melhor Humorista Jovem                                    | Programa do Porchat                                                                           | Indicado  |
| 2017 | Prêmio Jovem Brasileiro                            | Apresentador ou Repórter da TV                            | Programa do Porchat                                                                           | Venceu    |
| 2017 | Prêmio Extra de Televisão                          | Melhor Apresentador                                       | Programa do Porchat                                                                           | Indicado  |
| 2017 | Troféu APCA                                        | Melhor Apresentador                                       | Programa do Porchat                                                                           | Indicado  |
| 2017 | Meus Prêmios Nick                                  | Artista de TV Favorito                                    | Programa do Porchat                                                                           | Indicado  |
| 2017 | Grande Prêmio Risadaria Smiles do Humor Brasileiro | Melhor Conteúdo de Humor Digital                          | Porta dos Fundos                                                                              | Venceu    |
| 2018 | MTV Millennial Awards                              | Youtube do Ano                                            | Porta dos Fundos                                                                              | Indicado  |
| 2018 | MTV Millennial Awards                              | Super Squad                                               | Porchat, Tabet, Duvivier & João                                                               | Indicado  |
| 2018 | Troféu Internet                                    | Melhor Apresentador                                       | Programa do Porchat                                                                           | Indicado  |
| 2018 | Prêmio Extra de Televisão                          | Melhor Apresentador                                       | Programa do Porchat                                                                           | Indicado  |
| 2019 | Emmy Internacional                                 | Melhor Comédia (como produtor)                            | Especial de Natal: Se Beber, Não Ceie                                                         | Venceu    |
| 2019 | Prêmio Men of the Year Brasil                      | Televisão                                                 | Que História É Essa, Porchat?                                                                 | Venceu    |
| 2019 | Prêmio APCA de Televisão                           | Melhor Programa de TV                                     | Que História É Essa, Porchat?                                                                 | Venceu    |
| 2019 | ABP Destaque Profissional de Comunicação           | Creator do Ano                                            | Porta dos Fundos                                                                              | Venceu    |
| 2020 | Prêmio Influenciadores Digitais                    | Humor                                                     | Porta dos Fundos                                                                              | Indicado  |
| 2020 | Séries em Cena Awards                              | Melhor Ator Nacional                                      | Homens?                                                                                       | Indicado  |
| 2020 | Prêmio Faz Diferença - O Globo                     | Segundo Caderno/TV                                        | Fábio Porchat                                                                                 | Indicado  |
| 2020 | MTV Millennial Awards Brasil                       | Live Pra Tudo                                             | Fábio Porchat                                                                                 | Indicado  |
| 2020 | MTV Millennial Awards Brasil                       | Ri Alto                                                   | Fábio Porchat                                                                                 | Indicado  |
| 2020 | MTV Millennial Awards Brasil                       | Imagina Juntos                                            | Fábio e Rafael Portugal                                                                       | Indicado  |
| 2020 | Prêmio Arcanjo de Cultura                          | Especial                                                  | Entrevistas por live na quarentena e ajuda a artistas/técnicos em vulnerabilidade na pandemia | Venceu    |
| 2020 | Prêmio ABRA de Roteiro                             | Melhor Roteiro de Longa-Metragem de Comédia               | A Primeira Tentação de Cristo                                                                 | Indicado  |
| 2020 | Prêmio ABRA de Roteiro                             | Melhor Roteiro de Série de Reality ou Variedades          | Que História É Essa, Porchat?                                                                 | Indicado  |
| 2020 | Prêmio Contigo! Online                             | Melhor Apresentador                                       | Que História É Essa, Porchat?                                                                 | Indicado  |
| 2020 | Prêmio Contigo! Online                             | Talk Show                                                 | Que História É Essa, Porchat?                                                                 | Indicado  |
| 2020 | Splash Awards                                      | Melhor Apresentador                                       | Que História É Essa, Porchat?                                                                 | Indicado  |
| 2021 | Melhores do Ano                                    | Humor - Troféu Paulo Gustavo                              | Que História É Essa, Porchat?                                                                 | Indicado  |
| 2021 | Prêmio Arcanjo de Cultura                          | TV Streaming                                              | Que História É Essa, Porchat?                                                                 | Indicado  |
| 2021 | Prêmio Contigo! Online                             | Melhor Apresentador                                       | Que História É Essa, Porchat?                                                                 | Indicado  |
| 2021 | Prêmio Contigo! Online                             | Talk Show                                                 | Que História É Essa, Porchat?                                                                 | Indicado  |
| 2021 | Prêmio F5                                          | Melhor Apresentador de entretenimento                     | Que História É Essa, Porchat?                                                                 | Indicado  |
| 2021 | Prêmio F5                                          | Melhor Ator de Humor                                      | Porta dos Fundos                                                                              | Indicado  |
| 2021 | Prêmio Caboré                                      | Melhor Veículo de Comunicação                             | Porta dos Fundos                                                                              | Indicado  |
| 2021 | Prêmio APTR                                        | Especial                                                  | Pelo Prêmio do Humor e iniciativa em favor dos trabalhadores de Teatro                        | Venceu    |
| 2021 | Prêmio ABRA de Roteiro                             | Melhor Roteiro de Filme de Comédia (Prêmio Paulo Gustavo) | Teocracia em Vertigem                                                                         | Indicado  |
| 2021 | Prêmio ABRA de Roteiro                             | Melhor Roteiro de Série, Reality ou Variedades            | Que História É Essa, Porchat?                                                                 | Indicado  |
| 2022 | Prêmio iBest                                       | Creator do Ano (júri academia)                            | Porta dos Fundos                                                                              | Venceu    |
| 2022 | Prêmio iBest                                       | Creator do Ano (júri popular)                             | Porta dos Fundos                                                                              | Indicado  |
| 2022 | Prêmio iBest                                       | Humor (júri academia)                                     | Porta dos Fundos                                                                              | Venceu    |
| 2022 | Prêmio iBest                                       | Humor (júri popular)                                      | Porta dos Fundos                                                                              | Indicado  |
| 2022 | Prêmio iBest                                       | Humor (júri academia)                                     | Fábio Porchat                                                                                 | 3° lugar  |
| 2022 | Prêmio iBest                                       | Humor (júri popular)                                      | Fábio Porchat                                                                                 | Indicado  |
| 2022 | Prêmio iBest                                       | Influenciador Rio de Janeiro                              | Fábio Porchat                                                                                 | Indicado  |
| 2022 | Prêmio iBest                                       | Opinião e Cidadania (júri academia)                       | Fábio Porchat                                                                                 | 3° lugar  |
| 2022 | Prêmio iBest                                       | Opinião e Cidadania (júri popular)                        | Fábio Porchat                                                                                 | Indicado  |
| 2022 | Prêmio ABRA de Roteiro                             | Melhor Roteiro de Programa de Reality ou Variedade        | Que História É Essa, Porchat?                                                                 | Indicado  |
| 2022 | Troféu AIB de Imprensa                             | Melhor Programa de Entrevistas                            | Que História É Essa, Porchat?                                                                 | Venceu    |
| 2022 | Rose d’Or Awards                                   | Comédia                                                   | Que História É Essa, Porchat?                                                                 | Indicado  |
| 2022 | Prêmio Contigo! Online                             | Apresentador de TV                                        | Que História É Essa, Porchat?                                                                 | Indicado  |
| 2022 | Prêmio Contigo! Online                             | Talk Show                                                 | Que História É Essa, Porchat?                                                                 | Indicado  |
| 2022 | Melhores do Ano NaTelinha                          | Melhor Programa de Entrevistas                            | Que História É Essa, Porchat?                                                                 | Indicado  |
| 2022 | Melhores do Ano                                    | Humor: Troféu Paulo Gustavo                               | Que História É Essa, Porchat?                                                                 | Indicado  |
| 2022 | Splash Awards                                      | Melhor Programa                                           | Que História É Essa, Porchat?                                                                 | Indicado  |
| 2022 | Prêmio Área VIP                                    | Melhor Talk Show/ Programa de Entrevista                  | Que História É Essa, Porchat?                                                                 | Indicado  |
| 2022 | Veja Rio - Cariocas do Ano                         | Teatro                                                    | Histórias do Porchat                                                                          | Venceu    |
| 2023 | Troféu Internet                                    | Melhor Programa de Entrevistas                            | Que História É Essa, Porchat?                                                                 | Pendente  |
| 2023 | Troféu Internet                                    | Melhor Animador ou Apresentador de Programa de Auditório  | Que História É Essa, Porchat?                                                                 | Pendente  |
| 2023 | Festival Sesc Melhores Filmes                      | Melhor Ator Nacional                                      | O Palestrante                                                                                 | Indicado  |
| 2023 | Festival Sesc Melhores Filmes                      | Melhor Roteiro                                            | O Palestrante                                                                                 | Indicado  |
| 2023 | Splash Awards                                      | Melhor Humorista                                          | Que História É Essa, Porchat?                                                                 | Pendente  |
| 2023 | Melhores do Ano                                    | Humor                                                     | Que História É Essa, Porchat?                                                                 | Indicado  |
| 2024 | Melhores do Ano                                    | Humor                                                     | Que História É Essa, Porchat?                                                                 | Indicado  |